# Seignalens
Seignalens är en kommun i departementet Aude i regionen Occitanien  i södra Frankrike. Kommunen ligger  i kantonen Alaigne som ligger i arrondissementet Limoux. År 2022 hade Seignalens 30 invånare.

## Befolkningsutveckling
Antalet invånare i kommunen Seignalens
Referens: INSEE